# Арье-Леб бен-Ашер
Арье-Леб бен-Ашер, или Лион Ассер (фр. Lion Asser), как он официально назывался, также  Арье-Лейб Гинзбург (1695—1785), — литовский раввин; талмудический корифей, известный в раввинском мире больше под именем самого известного из его сочинений «Шаагат Арье» («Рыкание льва»).

## Биография
Родился около 1695 года в небольшом литовском городке так называемого «верхнего района», в Минской губернии, где его отец, рабби Ашер, долго был раввином.
В 1733 году, когда раввином в Минске был знаменитый Иехиель Гальперин, 37-летний рабби Арье-Леб давно состоял там главным лектором в иешивоте и слыл признанным талмудистом. Обычный в то время диалектико-софистический метод изучения Талмуда («пилпул») служил ему средством для развития в учащихся находчивости и догадливости; но его оценка данного метода была следующей: «Сколько бы ни старался человек, — говорит он в предисловии к своему „Шаагат Арье“, — направить изучение Торы по пути пилпула к истине, всё же неизбежно здесь явится примесь лжи».
Он нередко открыто высказывал своё мнение o современных ему знаменитостях, чем нажил себе врагов, которые всячески теснили его, так что в 1742 году он был вынужден покинуть Минск навсегда. Одна легенда рассказывает, что один его неосторожный отзыв о речи престарелого раввина Иехиеля вызвал против него бурю негодования; его публично вывезли в грязной крестьянской телеге, при общем глумлении, за город, несмотря на канун субботы. Позорная процессия, гласит легенда, не успела дойти до Турецкой горы, как одна продавщица субботних булок, по имени Блюмке, пробралась с своими корзинами к телеге и снабдила его тремя субботними хлебами, за что последний благословил её богатством и славой. Эта женщина вскоре разбогатела и обессмертила себя молельней, которую прозвали «Блюмкиной». А из-за проклятия Арье-Лебом еврейского квартала Минска, там с тех пор не проходило и года без пожара. Новым лектором иешивота в Минске был назначен 19-летний ученик Арье-Леба — рабби Рафаил.
Оставив Минск, Арье-Леб отправился в тот город, где его отец состоял раввином. Сначала он занимался меламедством, a затем заступил на место престарелого отца. Кроме обычной раввинской практики, касающейся религиозного ритуала, на раввине также лежала обязанность разбирать всякие недоразумения, возникавшие между общинами, и тяжбы между частными лицами. Арье-Леб, найдя возможность передать эти работы своему брату, рабби Исааку-Аврааму, вернулся к меламедству. Позднее рабби Рафаил занял их раввинское место.
Около 1750—1755 гг. Арье-Леб был избран раввином в Воложине. Там он стал собирать все свои новеллы, записанные в течение многих лет, образовав из них книгу — «Шаагат Арье» («Рыкание льва»). В Литве в то время не было ни одной еврейской типографии, и он отправился в Германию; там он посетил Берлин и Франкфурт-на-Одере, где его книга была напечатана (1756). «Стоит справлять траур за профанацию Торы раввинами-лжеучителями», — говорит он в книге в резких выражениях, обрушиваясь даже на таких авторитетов, как рабби Яков Там. Сочинение выдержало много изданий: Брюнн (1797), Вена (1799) и Славута (1833) с глоссами Моисея Арье Леб бен-Иошуа из Вильны.
Напечатав свой труд за границей, Арье-Леб вернулся на родину и поселился в местечке Смиловичи, где находился бывший его ученик, «районный» раввин Рафаил. Из Смиловичей Арье-Леб вскоре опять попал в Воложин, где его вновь избрали раввином. Из его учеников известны раввины-братья Симха и Хаим; последний потом стал раввином Воложина и основателем (1803) известного воложинского иешибота.
В 1764 году он покинул Воложин навсегда, пустился в путь из города в город по направлению к границе. Прибыв в Вильну, он посетил рабби Илию-гаона и рабби Самуила.
На Пасху 1765 года он добрался до Глогау (на Одере, y границы русской Польши), где тогда раввином был Бериш, получивший от еврейской общины Меца (Франция) приглашение, за смертью местного раввина, занять вакантную должность. Бериш уступил место Арье-Лебу. Снабжённый в Глогау некоторыми средствами и приличным костюмом, семидесятилетний Арье-Леб отправился в Мец, где ему была устроена торжественная встреча. Избрание в раввины было подтверждено королевским декретом (октябрь 1766 года).
Новый ученик, Гедалия Ротенберг, переписал его новеллы на некоторые талмудические трактаты («Рош-гашана», «Хагига» и «Мегилла»), и они были в 1781 году изданы в Меце.
Когда в 1782 году граф Провансальский, будущий Людовик XVIII, прибыл в Мец и в пятницу вечером отправился в синагогу, y входа его встретили представители общины с раввином Арье-Лебом во главе. Принц милостиво выслушал приветствие евреев и принял благословение раввина, который вместе с тем передал ему свиток Завета. Образ седого патриарха произвёл хорошее впечатление на принца.
Смерть Арье-Леба, последовавшая 23 июня (3 июля) 1785 г., вызвала целую литературу надгробных речей как со стороны раввинов, так и со стороны представителей новоеврейского просвещения.